# William Lindsay (Politiker, 1835)
William Lindsay (* 4. September 1835 in Lexington, Virginia; † 15. Oktober 1909 in Frankfort, Kentucky) war ein US-amerikanischer Politiker der Demokraten. Von 1893 bis 1901 war er Senator für den Bundesstaat Kentucky.

## Leben
Lindsay besuchte in Lexington die Schule und zog 1854 nach Clinton, Kentucky. Dort studierte er Jura und arbeitete nebenbei als Lehrer. Im Jahr 1858 wurde er von der Rechtsanwaltskammer zugelassen und praktizierte fortan in seinem Beruf. Während des Bürgerkriegs diente Lindsay von Juli 1861 bis Mai 1865 als Soldat der Konföderierten Armee. Anschließend setzte er sein Anwaltsberuf fort.

## Politik
Lindsay wurde 1867 in den Staatssenat Kentuckys gewählt, dem er bis 1870 angehörte. Anschließend arbeitete er von 1970 bis 1978 in der Hauptstadt Kentuckys, Frankfort, als Richter. Danach blieb er in der Stadt und arbeitete wieder als Anwalt. 1889 wurde er erneut in den Staatssenat gewählt, diesmal bis 1893. Danach arbeitete er bei der Weltausstellung 1893, die in Chicago, Illinois stattfand. Nach dem Rücktritt des Senators John Griffin Carlisle wurde er zu dessen Nachfolger gewählt. Inklusive einer Wiederwahl amtierte er insgesamt vom 15. Februar 1893 bis zum 3. März 1901. Er blieb auch weiterhin in Frankfort und starb dort 1909.